# All by Myself (versión de Céline Dion)
Para la versión original, véase All by Myself
«All By Myself» —en español: «Sola otra vez»— es una versión grabada por Céline Dion de la canción «All by Myself» de Eric Carmen, lanzada en 1975. Fue el cuarto (o tercero, según el país) sencillo exitoso de su cuarto álbum de estudio en inglés, Falling into You (1996). Producido por David Foster en Compass Point Studios en las Bahamas, se lanzó el 9 de diciembre de 1996 en el Reino Unido y el 11 de marzo de 1997 en los Estados Unidos.
El sencillo se convirtió en uno de los mayores éxitos de Dion en Estados Unidos, alcanzando el número uno en las listas Hot Adult Contemporary Tracks (durante tres semanas) y Latin Pop Airplay (dos semanas). Alcanzó el número cuatro en el Billboard Hot 100 (número siete en el Billboard Hot 100 Airplay y número cinco en el Hot 100 Singles Sales). También fue un éxito en el top 10 en Francia, Reino Unido, Valonia en Bélgica y la República de Irlanda. En Canadá, «All by Myself» se lanzó solo como sencillo promocional, alcanzando el número uno en la lista de Adult Contemporary. La canción fue certificada como disco de oro en Estados Unidos (500 000) y en el Reino Unido (400 000), y como disco de plata en Francia (125 000).
Durante una entrevista en Watch What Happens Live with Andy Cohen, Dion reveló que la famosa nota alta (F5) que precede al cambio de tono no había sido planificada, sino que David Foster la sorprendió con ella durante la grabación. Cuando Dion le preguntó por qué la sorpresa, Foster le dijo que si ella no podía cantarla, otros cantantes lo harían, lo que impulsó a Dion a demostrarle a Foster que sí podía hacerlo.

## Recepción de la crítica
La versión de Dion recibió críticas positivas de la mayoría de los críticos de música. Bill Lamb de About la ubicó en el número nueve en su lista de las «10 mejores canciones de Céline Dion». Chuck Eddy, editor de Entertainment Weekly, dijo: «Solo en su desolada versión de "All by Myself" de Eric Carmen, ella realmente rompe el techo de cristal de la pasión». Pip Ellwood-Hughes de Entertainment Focus la calificó como «increíble» y «una de las mejores interpretaciones vocales jamás grabadas». Agregó que «escuchar a Dion alcanzar las notas altas en esa canción es mágico y te pone la piel de gallina como nada más puede hacerlo». Dave Sholin de The Gavin Report comentó: «La demanda tanto de programadores como del público por esta versión del éxito de 1976 de Eric Carmen la convirtió en la elección obvia para ser el tercer sencillo extraído del álbum multiplatino y nominado al Grammy de Céline, Falling into You». Kevin Courtney de Irish Times dijo: «Probablemente sea algo bueno que Céline esté sola; las personas en la habitación con ella podrían ver sus tímpanos destrozados por su clímax, entregado de manera exagerada».
Un crítico de Music Week le dio la máxima puntuación, cinco de cinco, afirmando que «Dion hace un gran trabajo con la balada poderosa de Eric Carmen, y esta podría tener una larga trayectoria debido a su atractivo garantizado para los compradores de discos ocasionales. Un contendiente para el primer lugar». Alan Jones de la misma revista señaló que «es interpretada con suma facilidad por Dion». Dan Leroy, editor de Music Yahoo, escribió: «Intentar superar la emoción de Eric Carmen fue casi una locura, pero funcionó». Stephen Holden, editor de The New York Times, afirmó que esta versión, junto con «Because You Loved Me», «son los cortes más fuertes de un álbum lleno de bombásticas fórmulas románticas». Un crítico de People dijo que Dion «se esfuerza al máximo tratando de igualar la grandiosidad clásica que Eric Carmen entregó en "All By Myself"». Geoff Edgers de Salon la describió como una «versión que destroza los oídos». Christopher Smith de TalkAboutPopMusic escribió:

Sólo unos pocos vocalistas podrían intentar hacer justicia al clásico de Eric Carmen de 1975, pero con su voz fuera de este mundo, Céline es uno de ellos y quizás el único lo suficientemente grande como para levantar los largos y emotivos acordes finales de la canción. Céline rompe cristales y revienta tímpanos al llegar al «anymore» final. La orquesta, la batería y la guitarra no son rival para Céline, que repite una y otra vez la línea central de la canción: «don't wanna be, all by myself». Conmovedor y épico, como no podía ser de otra manera, no se publicó como single en su momento.

## Video musical
Se produjo un video musical para promocionar el sencillo, dirigido por el británico Nigel Dick. El video incluye fragmentos de la sesión fotográfica de Dion para la portada del álbum Falling into You y algunas escenas de su concierto Live à Paris. También muestra imágenes en tono sepia que retratan a una Dion aparentemente sola y triste. El video fue puesto a disposición en el canal oficial de YouTube de Dion en 2012 y había generado más de 69 millones de visitas a partir de agosto de 2024.

## Gráficos
| Listas (1996–1997)                               | Mejor posición |
| ------------------------------------------------ | -------------- |
| Australia (ARIA)                                 | 38             |
| Austria (Ö3 Austria Top 40)                      | 27             |
| Bélgica (Flandes) (Ultratop 50)                  | 14             |
| Bélgica (Valonia) (Ultratop 50)                  | 7              |
| Canadá (RPM Top Singles)                         | 7              |
| Canadá (Nielsen BDS Airplay Chart)               | 9              |
| European Hot 100 Singles (Music & Media)         | 15             |
| European Hit Radio (Music & Media)               | 28             |
| Finlandia (Suomen virallinen radiosoittolista)   | 10             |
| Francia (SNEP)                                   | 5              |
| Alemania (Offizielle Deutsche Charts)            | 55             |
| Hungría (Rádiós Top 40)                          | 5              |
| Islandia (Íslenski Listinn Topp 40)              | 5              |
| Irlanda (IRMA)                                   | 8              |
| Países Bajos (Dutch Top 40)                      | 35             |
| Países Bajos (Mega Single Top 100)               | 20             |
| Nueva Zelanda (Recorded Music NZ)                | 21             |
| Noruega (VG-lista)                               | 15             |
| Polonia (LP3)                                    | 10             |
| Quebec (ADISQ)                                   | 1              |
| Escocia (Scottish Singles Sales Chart)           | 6              |
| España (Top 40 Radio)                            | 31             |
| Suiza (Schweizer Hitparade)                      | 36             |
| Reino Unido (UK Singles Chart)                   | 6              |
| Estados Unidos (Billboard Hot 100)               | 4              |
| Estados Unidos (Adult Contemporary)              | 1              |
| Estados Unidos (Adult Top 40)                    | 12             |
| Estados Unidos (Hot Latin Songs) «Sola Otra Vez» | 5              |
| Estados Unidos (Mainstream Top 40)               | 7              |
| Estados Unidos (Rhythmic)                        | 33             |

## Certificaciones
| País           | Organismo certificador | Certificación | Ventas certificadas | Ref.   |
| -------------- | ---------------------- | ------------- | ------------------- | ------ |
| Francia        | SNEP                   | Plata         | 125 000             | [ 47 ] |
| Reino Unido    | BPI                    | Oro           | 400 000             | [ 48 ] |
| Estados Unidos | RIAA                   | Oro           | 500 000             | [ 49 ] |